# Gad Rausing

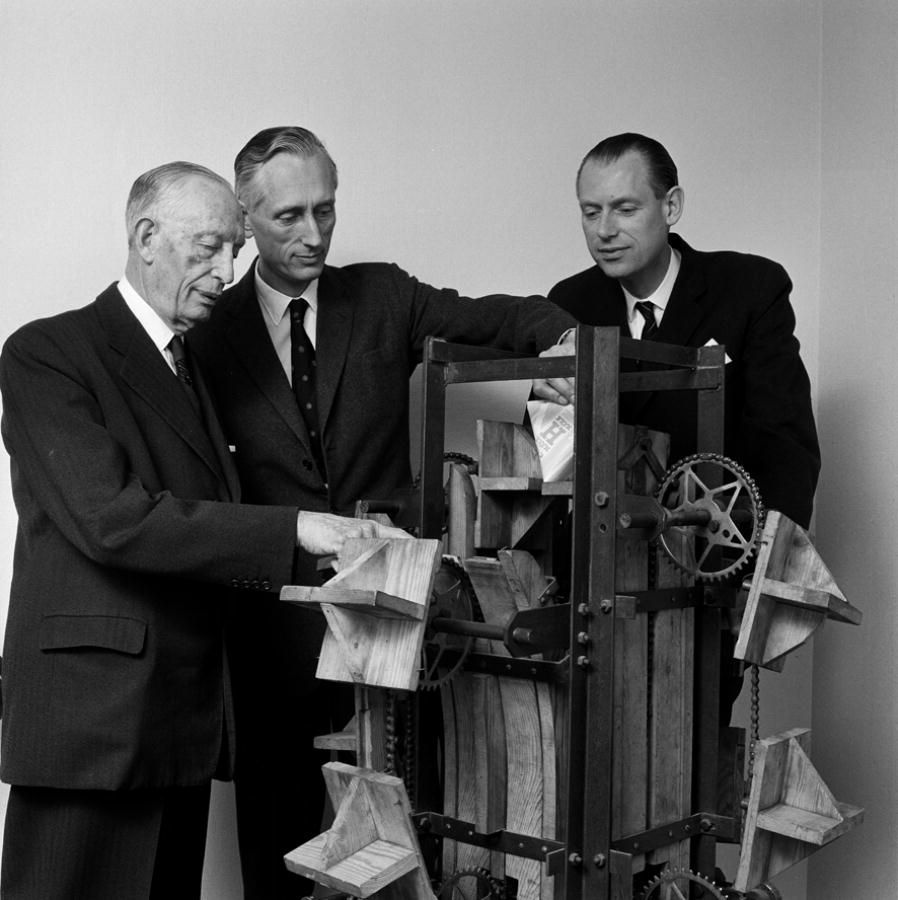
Ruben, Gad och Hans Rausing med en prototyp.

Gad Anders Rausing, född 19 maj 1922 i Bromma församling i Stockholm, död 28 januari 2000 i Montreux, Schweiz, var en svensk industriman och arkeolog. Han var tillsammans med brodern Hans Rausing ägare av Tetra Laval fram till 1995. Broderns andel köptes då upp av Gad Rausings tre barn genom familjestiftelsen Gadsra baserad i Liechtenstein, varefter denna gren av familjen fick full kontroll över hela verksamheten.

## Biografi
Rausing var son till Ruben Rausing, grundaren av Tetra Pak, och hans hustru Elisabeth Varenius samt äldre bror till Hans Rausing och Sven Rausing. Rausing studerade kemi vid Lunds universitet och kom 1949 till familjeföretaget AB Åkerlund & Rausing som laboratoriechef. Han ledde gruppen som utvecklade lämpliga material till den så kallade tetraedern. Han avlade filosofie licentiatexamen 1952. Rausing disputerade 1967 i arkeologi vid Lunds universitet på en avhandling om pilbågens utveckling och blev samtidigt utnämnd till docent. År 1954 blev han vice verkställande direktör i AB Tetra Pak, medan hans yngre bror Hans blev verkställande direktör. Rausing medverkade sedan till att utveckla Tetra Pak till ett världsledande förpackningsföretag. Särskilt utvecklingen av Tetra Brik-förpackningen lade grunden till familjens stora förmögenhet. År 1982 lämnade han Sverige av skatteskäl.
Han var vice VD för AB Tetra Pak fram till 1969 och var vice ordförande för Tetra Pak Rausing SA från 1981. Rausing var styrelseledamot i AB Tetra Pak 1954-1981, Kulturhistoriska föreningen för södra Sverige 1959-1981 och Riksföreningen mot cancer 1964-1981. Han blev ledamot av Vetenskapssocieteten i Lund 1962 och promoverades till teknologie hedersdoktor vid Kungliga Tekniska högskolan 1983. Rausing blev ledamot av Kungliga Gustav Adolfs Akademien för svensk folkkultur 1984, ledamot av Kungliga Vitterhets Historie och Antikvitets Akademien 1985 och ledamot av Kungliga Humanistiska Vetenskapssamfundet i Lund 1985.
Hans starka intresse och engagemang för arkeologi, resulterade i att han finansierade bland annat utgrävningar i Svarta jorden på Björkö åren 1990–1995.
Han gifte sig 1949 med filosofie kandidat Birgit Rausing, ogift Mayne, dotter till konstnären Henry Mayne och Ester Svensson. De fick barnen Kirsten Rausing 1952, Finn Rausing 1955 och Jörn Rausing 1960. Rausing ligger begravd på Norra kyrkogården i Lund.